# Toll Group

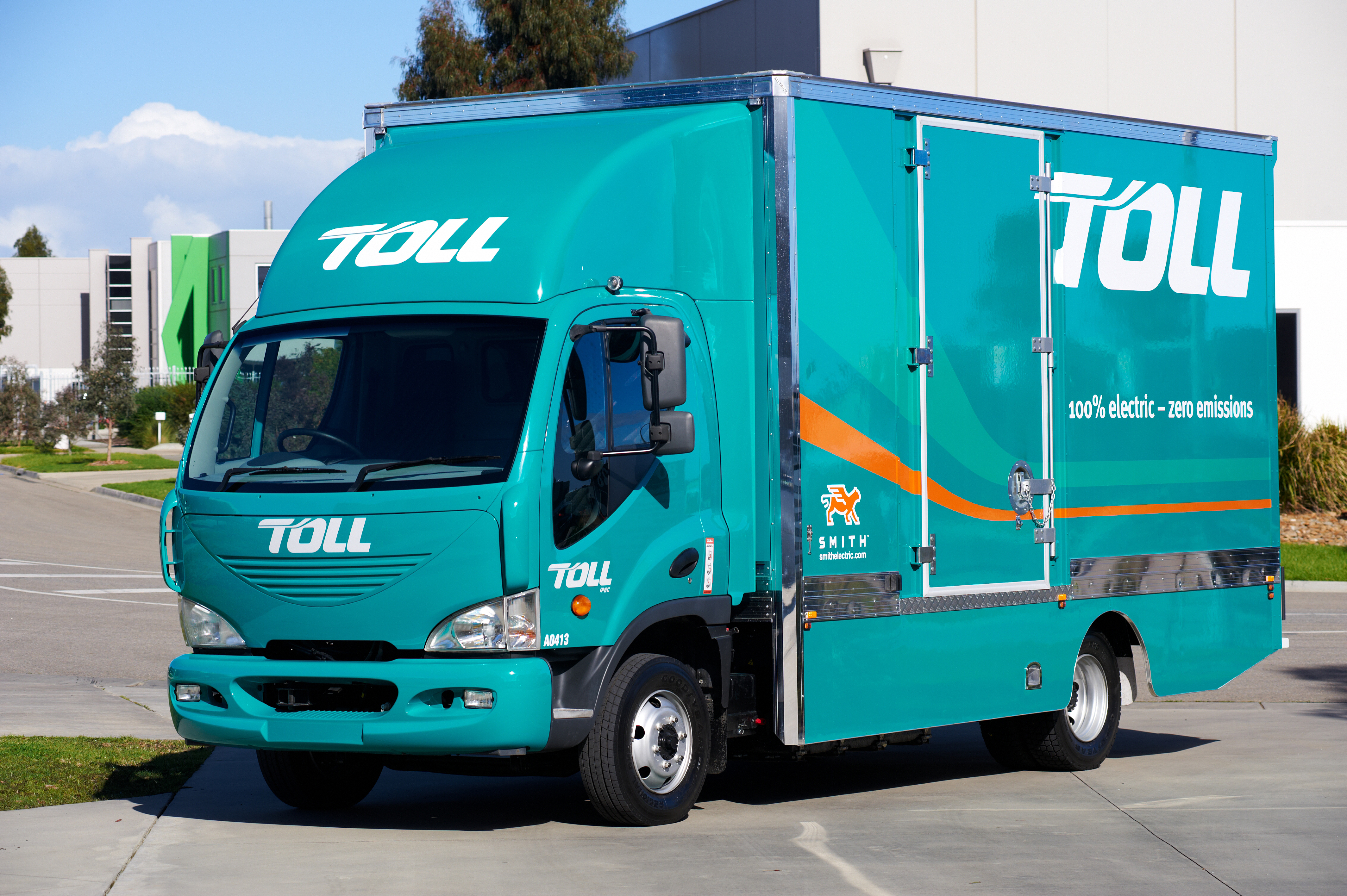

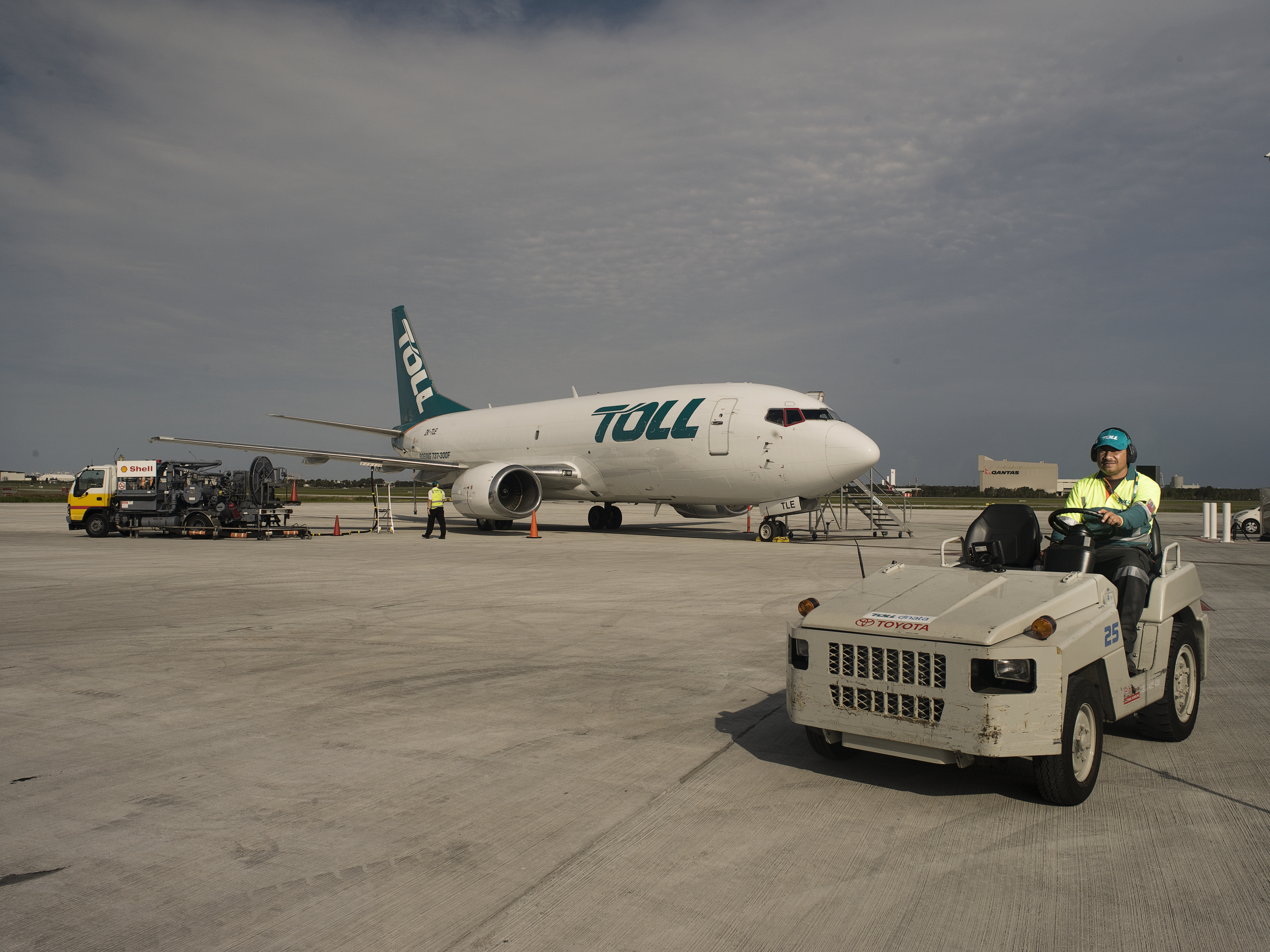

Toll Group, một công ty con của Japan Post, là một công ty vận tải và logistics với các hoạt động trên đường bộ, đường sắt, đường biển, hàng không và kho bãi. Lấy châu Á Thái Bình Dương làm tâm, Toll Group vận hành một mạng lưới 1.200 trang web trên 50 quốc gia, cung cấp cho khách hàng dịch vụ vận chuyển trên toàn cầu.

## Đơn vị điều hành
Toll Group có năm bộ phận điều hành:

#### Toll Global Forwarding
Toll Global Forwarding cung cấp giao nhận vận tải và quản lý chuỗi cung ứng các dịch vụ quốc tế từ các dịch vụ chuỗi cung ứng phức tạp thông qua các phong trào vận chuyển tiếp port-to-port.

#### Toll Global Logistics
Toll Global Logistics cung cấp hậu cần hợp đồng chuyên gia. Nó cung cấp giao thông vận tải, kho bãi và các dịch vụ giá trị gia tăng bao gồm: dịch vụ vận tải hàng hóa, dịch vụ phân phối, kho bãi, docking chéo, dịch vụ cảng, dịch vụ chuỗi cung ứng và hoàn thành các bộ phận hậu cần.
Toll Global Logistics cung cấp hậu cần và dịch vụ chuỗi cung ứng đến dầu khí, khai khoáng, năng lượng và các lĩnh vực chính phủ và quốc phòng tại Úc, châu Á và châu Phi.

#### Toll Global Express
Toll Global Express cung cấp bưu kiện và giao hàng chuyển phát nhanh, dịch vụ; dịch vụ vận tải hàng hóa như phong trào linehaul địa phương và giữa các bang; dịch vụ phân phối như chọn, đóng gói và giao hàng; dữ liệu và tài liệu dịch vụ như dịch vụ quản lý tài liệu, kho dữ liệu và quản lý in ấn; và dịch vụ máy bay và sân bay bao gồm cả mặt đất và xử lý hàng hóa, thuê và cho thuê máy bay.

#### Toll Domestic Forwarding
Toll Domestic Forwarding cung cấp  vận tải nội địa đường bộ, đường sắt và vận tải đường biển ở Úc và New Zealand.